# Platytetranychus thujae
Platytetranychus thujae är en spindeldjursart som först beskrevs av McGregor 1950.  Platytetranychus thujae ingår i släktet Platytetranychus och familjen Tetranychidae. Inga underarter finns listade i Catalogue of Life.